# Книга мертвих

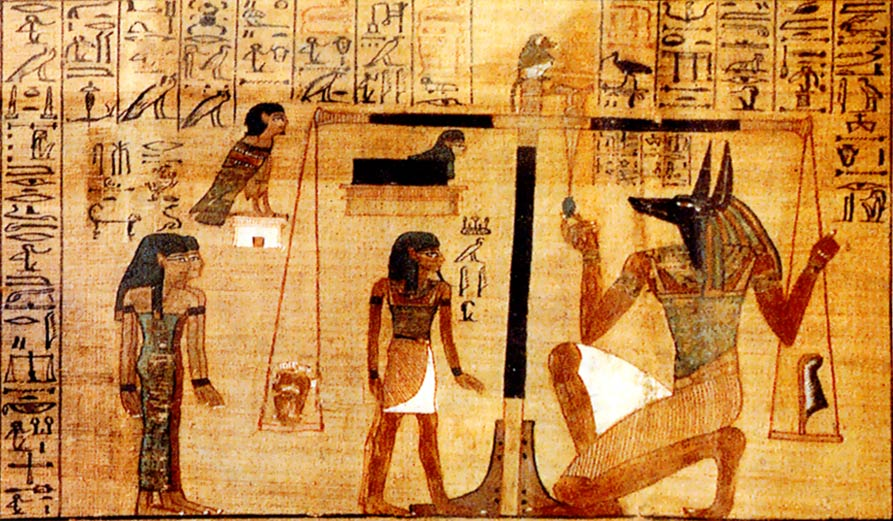
Фрагмент папірусу писаря Ані: розділ «Суд Осіріса»

«Кни́га ме́ртвих» (єг. Ер ну перет ем херу) — збірник єгипетських гімнів і релігійних текстів, який вміщували до гробниці з метою допомогти померлому здолати всі небезпеки потойбічного світу й отримати умиротворення і благополуччя вічного життя. Цей релігійно-містичний твір складається зі 160—190 (в різних варіаціях) не пов'язаних між собою розділів різного обсягу, від довгих поетичних гімнів до коротеньких магічних формул. Книга мертвих є твором, який вважали давнім ще за часів[джерело?] правління Сеті I, фараона XIX династії. Вже тоді вона була такою великою, що потребувала скорочення й неодноразово переписувалась протягом майже 5000 років. Будь-який благочестивий єгиптянин, чи то фараон, чи бідний селянин; жрець, чи слуга другорядного начальника — жили, постійно звертаючись до вчення Книги мертвих. Єгиптян ховали згідно з вказівками цих священних текстів, їхня надія на вічне життя після смерті ґрунтувалась на дієвості її гімнів, молитов і заклинань.

## Назва
Назва «книга мертвих» не є оригінальною давньоєгипетською назвою цього видатного релігійно-містичного твору античності. Вона була вперше опублікована відомим німецьким єгиптологом Карлом Ріхардом Лепсіусом 1842 року й швидко стала популярною. Дослівний переклад оригінальної єгипетської назви — «вислови для виходу до світла», чи «розділи про сходження до світла». Іноді вживаються поетично-художні переклади — «дороговказ до раю».
Слід особливо наголосити, що Книга мертвих жодним чином не пов'язана з Некрономіконом аль-Хазреда. Вона призначена насамперед для того, аби допомогти мертвим у загробному житті, а не для того, щоб викликати душі мертвих для своїх потреб.

## Історія дослідження
Коли тексти Книги мертвих були вперше виявлені на стінах поховальних камер пірамід Саккари і на саркофагах, серед археологів поширеною була думка про те, що ці тексти є Біблією давніх єгиптян. Але на відміну від єврейської Біблії, у Книзі Мертвих відсутні будь-які релігійні догмати. Крім того, самі єгиптяни не вважали її тексти результатом божественного одкровення.
Перші рукописи було опубліковано після єгипетської експедиції Наполеона Бонапарта в колективній праці «Опис Єгипту» 1821 року. Жан-Франсуа Шампольйон був одним з перших перекладачів Книги мертвих. 1842 року Карл Ріхард Лепсіус опублікував так звану «Саїтську» версію епохи Птолемеїв і дав їй назву «Книга мертвих», а також запровадив систему нумерації розділів, яка застосовується й досі. Перший переклад ієрогліфічного тексту англійською мовою опублікував 1867 року Семуель Берч. Едуард Невіл 1886 року опублікував перше повне видання у трьох томах. 1890 року Уолліс Бадж, опублікував найповніше видання книги мертвих, яка містила відомий папірус Ані (що не ввійшов до видання Е.Невіла 1886 року).
Серед багатьох дослідників побутує думка[джерело?], що саме з «Книги мертвих» брав сюжети та ідеї пророк Моїсей під час написання свого П'ятикнижжя.

## Версії
- Геліопольська — 5-6 династія
- Фіванська
- Саїтська

## Суд Осіріса

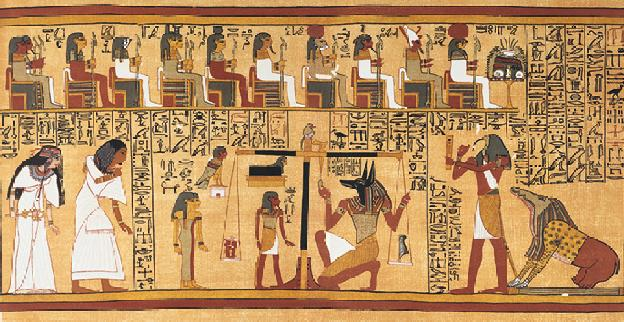
Тот і Анубіс зважують серце покійного

Особливий інтерес для дослідників представляє 125-й розділ, в якій описується посмертний суд Осіріса над померлим. До глави є ілюстрація: Осіріс (цар і суддя загробного світу) сидить на троні зі знаками царської влади (з  короною, з жезлом і батогом). Нагорі зображені 42 боги (очевидно, боги  номів). У центрі залу стоять ваги, на яких боги Тот і Анубіс зважують серце покійного (символ  душі у стародавніх єгиптян). На одній чашці терезів лежить серце, тобто совість покійного, легка або обтяжена гріхами, а на іншій Правда у вигляді пера богині Маат або фігурки Маат. Якщо людина вела на землі праведний спосіб життя, то його серце і перо важили однаково, якщо грішив, то серце важило більше. Виправданого покійного відправляли в загробний рай, грішника поїдало чудовисько Амат (лев з головою крокодила).
На суді покійний звертається до Осіріса, а потім до кожного з 42 богів, виправдовуючись в смертному гріху, яким той чи інший бог відав. У цій же главі міститься текст виправдувальною мови: 
  Слава тобі, боже великий, владика обопільної правди. Я прийшов до тебе, пане мій. Ти привів мене, щоб споглядати твою красу. Я знаю тебе, я знаю ім'я твоє, я знаю імена 42 богів, які перебувають з тобою у палати обопільної правди, які живуть, підстерігаючи злих і харчуючись їхньою кров'ю в день звіту перед обличчям Благого. Ось я прийшов до тебе, владика правди; я приніс правду, я відігнав брехня. Я не творив несправедливого щодо людей. Я не робив зла. Не робив того, що для богів гидоту. Я не вбивав. Чи не зменшував хлібів в храмах, чи не зменшував їжі богів, що не схоплене заупокійних дарів у небіжчиків. Я не зменшував заходи зерна, що не зменшував міри довжини, не порушував заходи полів, що не збільшував вагових гир, не підробляв стрілки ваг. Я чистий, я чистий, я чистий, я чистий.  
 В цьому ж розділі наводиться мова, яка вимовляється при виході з «чертога обопільної правди». Вона цікава тим, що в ній покійний каже: 
  … ні до мене звинувачення з боку сучасного царя … Я з'явився до вас без гріха, без вад, без зла, без свідка, проти якого я б зробив що-небудь погане …  
 Він, як на справжньому судовому процесі, доводить що обвинувачення проти нього необґрунтовано, що немає свідків проти нього. Що особливо цікаво, з цією промовою він звертається до 42 богам, яких можна назвати  присяжними, яких він  «умилостивив тим, що їм приємно» .
Елементи моралі, необхідні для стабільної соціальної та  економічного життя, в Стародавньому Єгипті спочатку закріпилися  релігією, а тільки потім  законом. За своїм опису суд Осіріса дуже схожий на суд фараона — верховного судді (аналогічно Осирису — владиці обопільної правди), який був головою верховної судової колегії з 30 суддів (аналогія з богами на суді Осіріса).